# Stavîceanî, Slavuta
Stavîceanî (în ucraineană Ставичани) este localitatea de reședință a comunei Stavîceanî din raionul Slavuta, regiunea Hmelnîțkîi, Ucraina.

## Demografie
Componența lingvistică a localității Stavîceanî
     Ucraineană (99,75%)
     Alte limbi (0,25%)
Conform recensământului din 2001, majoritatea populației localității Stavîceanî era vorbitoare de ucraineană (99,75%), existând în minoritate și vorbitori de alte limbi.